# Allia Potestas

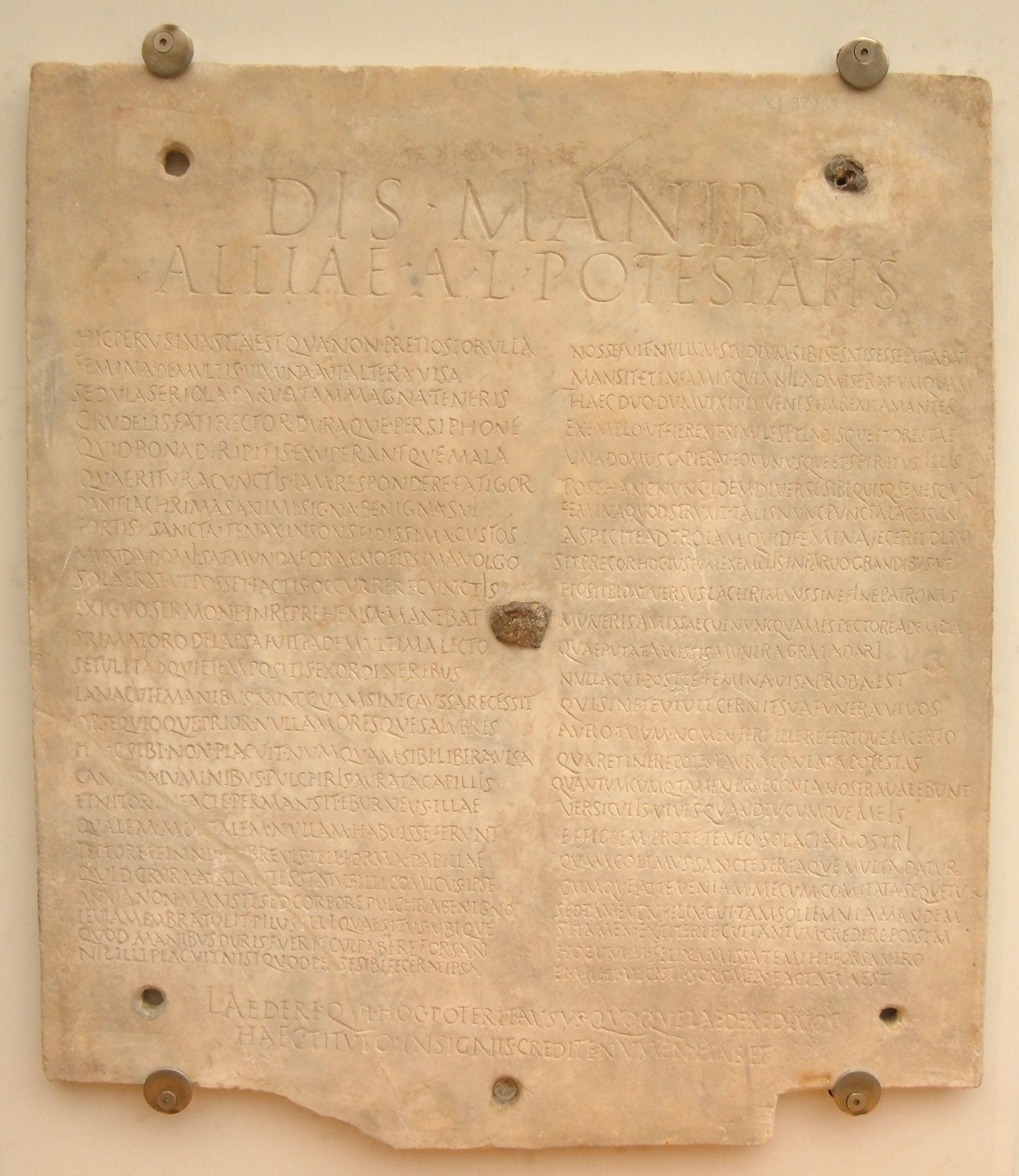
Grabinschrift der Allia Potestas. Rom, Museo Nazionale Romano, Inv. 58694

Allia Potestas (* wahrscheinlich im 1. Jahrhundert n. Chr.; † 1. bis 2. Jahrhundert n. Chr. in Rom) war eine freigelassene Frau (liberta), also eine ehemalige Sklavin (serva), die u. a. in der römischen Stadt Perusia, dem heutigen Perugia, während der römischen Kaiserzeit lebte und zum Zeitpunkt ihres Todes römische Bürgerin war. Sie ist nur durch ihre Grabinschrift bekannt.

## Kontext
Im Text wird erwähnt, dass Allia Potestas von einem Aulus, wahrscheinlich einem Aulus Allius, freigelassen worden war. Häufig nahmen die Freigelassenen Namensbestandteile ihres früheren Besitzers an.
Bekannt ist sie durch ihr Epitaph, das auf einer Marmortafel in der Via Pinciana in Rom im Jahr 1912 gefunden wurde. Die Inschrift gilt unter den lateinischen Epitaphien als insofern einzigartig, weil sie neben den typischen epitaphischen Informationen auch persönlichere und sexuelle Details der Verstorbenen enthält. Aus der Größe der Marmorplatte (59 × 66 cm) wurde geschlossen, dass sie sich ursprünglich in einem Columbarium befand.

## Datierung
Datiert wird die Inschrift auf den Zeitraum zwischen dem 1. und allerhöchstens dem 4. Jahrhundert n. Chr. Die genaue Datierung des Epigraphs bleibt jedoch umstritten. Zum Zeitpunkt der Entdeckung wurde das Werk auf das 3.–4. Jahrhundert n. Chr. datiert. Basierend auf der paläographischen Analyse der Schriftzeichen, wird dieses Datum in der wissenschaftlichen Diskussion am häufigsten genannt. Die stilistische und sprachliche Analyse zeigt jedoch, dass die Inschrift auf das 2. Jahrhundert n. Chr. zurückgehen könnte. Weitgehend gesichert bleibt, dass das Epitaph aufgrund des offensichtlichen Einflusses von Ovid nicht älter als das 1. Jahrhundert n. Chr. sein kann.

## Epitaph
Eine römische Bestattung beinhaltete eine Trauerrede (laudatio funebris), und es wurde gemeinhin angenommen, dass die Verstorbenen durch ihre Grabinschriften (tituli sepulcrales) auch mit den Lebenden „sprachen“.
Das fünfzigzeilige Epitaph (CIL VI 37965) ist in Versform verfasst, zumeist in daktylischen Hexametern. Nur die Zeilen 4, 5, 7, 19, 37, 38, 43 und 45 sind Pentameter. Die Zeilen 23, 25, 26 und 30 sind Heptameter, so dass achtunddreißig Zeilen im hexametrischen Versmaß geschrieben wurden.
Der Autor des Gedichtes erzählt auf eine gebildete und belesene Weise, wobei einige Passagen des Gedichts an Ovids Tristia erinnern. Dennoch ist das Gedicht über weite Strecken eigenständig und originell formuliert.
Das offenbar von ihrem Geliebten verfasste Gedicht lässt sich in drei Abschnitte unterteilen. Der erste Abschnitt konzentriert sich auf Allias Tugenden und beschreibt sie als äußerst fleißig – „immer die Erste, die aufsteht und die Letzte, die schläft (…) und ihre Wollarbeit verlässt sie nie ohne Grund“. Der zweite Abschnitt lobt ihre Schönheit mit einer erotischen Beschreibung ihres Körpers und stellt fest, dass sie harmonisch mit zwei sie Liebenden zusammenlebte. Schließlich beklagt der Autor ihren Tod und verspricht, dass sie „so lange wie möglich durch [seine] Verse leben wird“.
Die Originalität des Epitaphs hat diverse Gründe:
- Der offene Umgang mit der Polyandrie, so lebte Allia harmonisch mit „ihren beiden jungen Liebhabern“ zusammen, „nach dem Vorbild von Pylades und Orestes“.
- Die erotische Körperbeschreibung, Allia „hielt ihre Gliedmaßen glatt“ und „an ihren schneeweißen Brüsten war die Form ihrer Brustwarzen klein.“
- Das Fehlen einer typisch formulierten Grabsteinpoesie.
- Das Abweichen von der sonst üblichen Darstellung der Verstorbenen in einem aus römischer Sicht idealen Licht. (Von Frauen im Alten Rom wurde z. B. erwartet, dass sie sich „der Hauswirtschaft, der Geburt von Kindern, der Keuschheit, der Unterwürfigkeit und dem Ideal widmen, ihr ganzes Leben lang univira [„Ein-Mann-Frau“] zu sein“.)

### Lateinische Textabschrift
Dis Manib(us) / Alliae A(uli) l(ibertae) Potestatis // hic Perusina sita est qua non pretiosior ulla / femina de multis vix una aut altera visa / sedula seriola parva tam magna teneris / crudelis fati rector duraque Pers<e=I>phone / quid bona diripitis ex(s)uperantque mala / quaeritur a cunctis iam respondere fatigor / dant lachrimas(!) animi signa benigna sui / fortis sancta tenax insons fidissima custos / munda domi sat munda foras notissima volgo(!) / sola erat ut posset factis occurrere cunctis / exiguo sermone inreprehensa manebat / prima toro delapsa fuit eadem ultima lecto / se tulit ad quietem positis ex ordine rebus / lana cui e manibus nuncquam(!) sine caus{s}a recessit / opsequioque(!) prior nulla moresque salubres / haec sibi non placuit numquam sibi libera visa / candida luminibus pulchris aurata capillis / et nitor in facie permansit eburneus illae / qualem mortalem nullam habuisse ferunt / pectore et in niveo brevis illi forma papillae / quid crura Atalantes status illi comicus ipse / anxia non mansit sed corpore pulchra benigno / levia membra tulit pilus illi quaesitus ubique / quod manibus duris fuerit culpabere forsan / nil illi placuit nisi quod per se sibi fecerat ipsa // nosse fuit nullum studium sibi se satis esse putabat / mansit et infamis quia nil admiserat umquam / haec duo dum vixit iuvenes ita rexit amantes / exemplo ut fierent similes Pyladisque et Orestae / una domus capiebat eos unusque et spiritus illis / post hanc nunc idem diversi sibi quisq(ue) senescunt / femina quod struxit talis nunc puncta lacessunt / aspicite ad Troiam quid femina fecerit olim / sit precor hoc iustum exemplis in parvo grandibus uti / hos tibi dat versus lachrima{n}s sine fine patronus / muneris amissae cui nuncquam(!) es pectore adempta / quae putat amissis munera gratia dari / nulla cui post te femina visa proba est / qui sine te vivit cernit sua funera vivos(!) / auro tuum nomen fert ille refertque lacerto / qua retinere potest auro conlata potestas / quantumq(ue) tamen praeconia nostra valebunt / versiculis vives quandiucumque(!) meis / effigiem pro te teneo solacia nostri / quam colimus sancte sertaque multa datur / cumque Atte veniam mecum comitata sequetur / sed tamen infelix cui tam sollemnia mandem / si tamen extiterit cui tantum credere possim / hoc unum felix amissa te mihi forsan ero / et mihi vicisti sors mea facta tua est // laedere qui hoc poterit ausus quoque laedere divos / haec titulo insignis credite numen habet.

## Texteditionen und Übersetzungen
- CIL VI, 37965
- Epigraphic Database Roma
- Mary R. Lefkowitz, Maureen B. Fant: Women’s Life in Greece and Rome (selections): 47. Allia Potestas. Diotíma 1992,  auf diotima-doctafemina.org